# John Swift
John David Swift, né le 23 juin 1995 à Portsmouth, est un footballeur anglais qui évolue au poste de milieu de terrain.

## Carrière

### En club
Le 14 juillet 2016, il rejoint Reading.
Le 26 mai 2022, il rejoint West Bromwich Albion.

### En sélection
Swift joue pour les sélections de jeunes de son pays, des moins de 16 ans aux moins de 20 ans. Il fait ses débuts internationaux lors d'une défaite face au Pays de Galles le 15 octobre 2010. Il fait partie de l'équipe des moins de 17 ans anglais qui gagne en 2011 le FA International Tournament et en 2012 le Tournoi d'Algarve,, mais il ne permet pas à son équipe de se qualifier pour l'Euro 2012 U17.
John Swift participe à neuf matchs durant la campagne de qualifications à l'Euro U19 en 2013 et 2014. Il intègre ensuite l'effectif des moins de 20 ans et inscrit son premier but international le 29 mars 2015 lors d'un match remporté 2-1 contre les États-Unis,. Il est sélectionné pour le Tournoi de Toulon 2015 et dispute tous les matchs de son équipe. En novembre de la même année, il rejoint les espoirs lors d'un match de qualifications pour l'Euro espoirs 2017, contre la Suisse.

## Statistiques
| Saison                | Club                    | Championnat           | Championnat | Championnat | Coupe nationale | Coupe nationale | Coupe de la Ligue | Coupe de la Ligue | Total | Total |
| Saison                | Club                    | Division              | M.          | B.          | M.              | B.              | M.                | B.                | M.    | B.    |
| 2013-2014             | Chelsea FC              | Premier League        | 1           | 0           | 0               | 0               | 0                 | 0                 | 1     | 0     |
| Sous-total            | Sous-total              | Sous-total            | 1           | 0           | 0               | 0               | 0                 | 0                 | 1     | 0     |
| 2014-2015             | Rotherham United (prêt) | Championship          | 3           | 0           | 0               | 0               | 1                 | 0                 | 4     | 0     |
| Sous-total            | Sous-total              | Sous-total            | 3           | 0           | 0               | 0               | 1                 | 0                 | 4     | 0     |
| 2014-2015             | Swindon Town (prêt)     | League One            | 19          | 2           | 0               | 0               | 0                 | 0                 | 19    | 2     |
| Sous-total            | Sous-total              | Sous-total            | 19          | 2           | 0               | 0               | 0                 | 0                 | 19    | 2     |
| 2015-2016             | Brentford FC (prêt)     | Championship          | 7           | 1           | -               | -               | -                 | -                 | 7     | 1     |
| Sous-total            | Sous-total              | Sous-total            | 7           | 1           | 0               | 0               | 0                 | 0                 | 7     | 1     |
| 2016-2017             | Reading FC              | Championship          | 39          | 8           | 1               | 0               | 2                 | 0                 | 42    | 8     |
| 2017-2018             | Reading FC              | Championship          | 24          | 2           | 1               | 0               | 1                 | 0                 | 26    | 2     |
| 2018-2019             | Reading FC              | Championship          | 34          | 4           | 1               | 0               | 2                 | 1                 | 37    | 5     |
| 2019-2020             | Reading FC              | Championship          | 41          | 6           | 2               | 0               | 2                 | 0                 | 45    | 6     |
| 2020-2021             | Reading FC              | Championship          | 14          | 1           | -               | -               | -                 | -                 | 14    | 1     |
| 2021-2022             | Reading FC              | Championship          | 38          | 11          | -               | -               | -                 | -                 | 38    | 11    |
| Sous-total            | Sous-total              | Sous-total            | 190         | 32          | 5               | 0               | 7                 | 1                 | 202   | 33    |
| 2022-2023             | West Bromwich Albion    | Championship          | 45          | 6           | 1               | 1               | 2                 | 0                 | 48    | 7     |
| 2023-2024             | West Bromwich Albion    | Championship          | 20          | 6           | -               | -               | 1                 | 0                 | 21    | 6     |
| Sous-total            | Sous-total              | Sous-total            | 65          | 12          | 1               | 1               | 3                 | 0                 | 69    | 13    |
| Total sur la carrière | Total sur la carrière   | Total sur la carrière | 285         | 12          | 6               | 1               | 11                | 1                 | 302   | 14    |

## Palmarès

### En équipe nationale
- Angleterre espoirs
  - Vainqueur du Tournoi de Toulon en 2016.